# Vaughan Flames
Die Vaughan Flames waren ein kanadisches Fraueneishockeyteam aus Vaughan, Ontario, das 1993 in der Region Durham gegründet wurde und zwischen 1999 und 2007 an der National Women’s Hockey League und anschließend bis 2010 an der Canadian Women’s Hockey League teilnahm.

## Geschichte
Die Durham Lightning traten etwa 1995 der Ontario Women’s Hockey Association bei. 1999 wurde das Team als Expansionsteam in die National Women’s Hockey League aufgenommen und in die Western Division eingeteilt. Die Mannschaft spielte damals unter dem Namen Clearnet Lightning.
In den ersten Jahren des Spielbetriebs verpassten die Lightning jeweils die Play-offs. Ab 2002 spielte das Team in der Central Division, gewann 2006 den Divisionstitel und schied in der zweiten Playoff-Runde aus. Zwischen 2001 und 2005 trug das Team den Namen Telus Lightning und in der Saison 2006/07 den Namen Etobicoke Dolphins.
Nach der Saison 2006/07 stellte die NWHL den Spielbetrieb ein und wurde durch die neu gegründete Canadian Women’s Hockey League ersetzt. Als Gründungsmitglied der neuen Liga nannten sich die Dolphins in Vaughan Flames um und zogen nach Vaughan um. Aufgrund einer Ligareform stellte das CWHL-Frauenteam 2010 den Spielbetrieb ein, während die Nachwuchsteams der Flames weiter am Spielbetrieb in Ontario teilnahmen.

## Erfolge
- NWHL Central Division: 2006

## Saisonstatistik
| Saison  | Liga | Sp | S  | N  | U/OTN | T   | GT  | Punkte | Platzierung       | Play-offs         |
| ------- | ---- | -- | -- | -- | ----- | --- | --- | ------ | ----------------- | ----------------- |
| 1999/00 | NWHL | 40 | 4  | 33 | 3     | 44  | 249 | 11     | 4. Platz, Western | Playoffs verpasst |
| 2000/01 | NWHL | 40 | 5  | 34 | 1     | 77  | 219 | 11     | 5. Platz, Western | Playoffs verpasst |
| 2001/02 | NWHL | 30 | 4  | 18 | 8     | 59  | 120 | 16     | 4. Platz, Western | Playoffs verpasst |
| 2002/03 | NWHL | 36 | 0  | 35 | 1     | 54  | 236 | 2      | 4. Platz, Central | Playoffs verpasst |
| 2003/04 | NWHL | 36 | 8  | 28 | 0     | 66  | 224 | 16     | 4. Platz, Central | Playoffs verpasst |
| 2004/05 | NWHL | 36 | 4  | 28 | 4     | 72  | 189 | 12     | 4. Platz, Central | Playoffs verpasst |
| 2005/06 | NWHL | 36 | 23 | 8  | 5     | 107 | 74  | 53     | 1. Platz, Central | 2. Runde          |
| 2006/07 | NWHL | 20 | 15 | 3  | 2     | 87  | 66  | 64     | 1. Platz, Central | 1. Runde          |
| 2007/08 | CWHL | 30 | 12 | 16 | 2     | 69  | 101 | 26     | 3. Platz, Central | 1. Runde          |
| 2008/09 | CWHL | 25 | 4  | 19 | 2     | 82  | 127 | 10     | 5. Platz          | Playoffs verpasst |
| 2009/10 | CWHL | 29 | 9  | 19 | 1     | 78  | 115 | 19     | 5. Platz          | Playoffs verpasst |

Legende zur Saisonstatistik: GP oder Sp = Spiele insgesamt; W oder S = Siege; L oder N = Niederlagen; T oder U = Unentschieden; OTS = Siege nach Verlängerung (Overtime);  OTN oder OL = Overtime-Niederlagen; SOS = Shootout-Siege; SOL oder SON = Shootout-Niederlagen; P oder Pkt = Punkte; Pct % = Siege in %; GF oder T = Tore; GA oder GT = Gegentore

## Bekannte ehemalige Spielerinnen

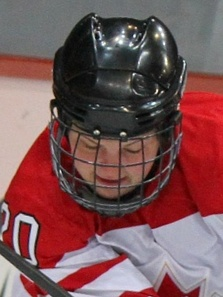
Jennifer Wakefield
- Daniela Diaz
- Bettina Evers
- Samantha Shirley
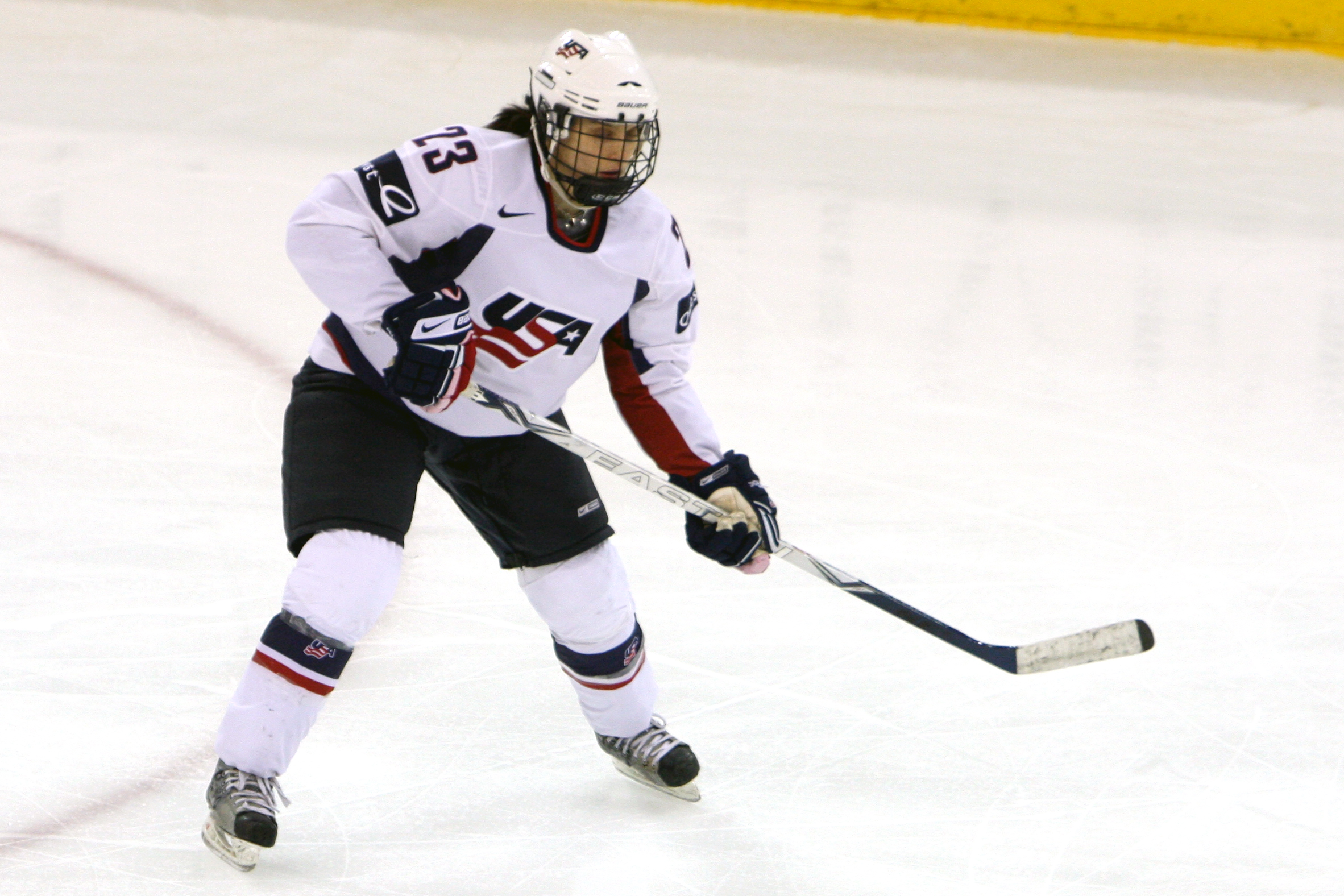
Kerry Weiland
- Kendra Fisher

- Jennifer Wakefield
- Kerry Weiland